# Burgerweeshuis (Zierikzee)
Het Burgerweeshuis is een rijksmonument en voormalig weeshuis aan de Poststraat 46 in Zierikzee in de provincie Zeeland. 

## Geschiedenis
Wanneer het burgerweeshuis is ontstaan is niet precies bekend maar eerste vermeldingen zijn er al rond 1600. Waarschijnlijk was het weeshuis een voortzetting van het eerder opgerichte Heilig Geesthuis. Het burgerweeshuis werd vanaf het begin van de 17e eeuw bestuurd door drie regenten en drie regentessen. De oudste delen van het huidige gebouw dateren uit de 15e eeuw. Het pand was oorspronkelijk het woonhuis van Susanna Maria Loncque (1699-1752), weduwe van mr. Johan Antoni Cau en ambachtsvrouwe van Oosterland. Tot 1862 deed het gebouw dienst als patriciërswoning waarna het pand gekocht werd door het Burger Weeshuis. Het weeshuis dat zich oorspronkelijk in een gebouw aan de rechterzijde van het pand bevond, verhuisde toen naar het huidige gebouw en werd tot 1950 gebruikt voor de opvang van weeskinderen.
Vanaf 1960 werd het huis bewoond door het kunstenaarsechtpaar Tessa en Ad Braat. Het huis wordt sinds 2015 bewoond door Theresia Koelewijn en Chris Braat, de zoon van Ad en Tessa.  Elke zomer wordt een expositie van beelden en schilderijen van hedendaagse kunstenaars gehouden in het huis en de binnentuin.
Het gebouw is eigendom van de "Stichting Burger Weeshuis" en van 13 mei 2012 tot 6 april 2013 werd het pand en de Regentenkamer grondig gerestaureerd. In 2014 volgden restauratiewerken aan de plafondschilderingen.

## Beschrijving
De gepleisterde halsgevel uit de 17e eeuw bevat een steen met het stadswapen.
De omstreeks 1740 opgetrokken achtergevel was oorspronkelijk de voorgevel waarin een gevelsteen het jaartal 1596 aangeeft. In de nis boven de achterdeur bevindt zich een blauwe vaas die briefjes met de namen van de weeskinderen uit de jaren 1890-1940 bevat.

## Interieur
De fraaiste kamer van het huis is de Regentenkamer in Rococo-stijl met goudlederen behang uit circa 1750, een schoorsteen met schouwstuk van Aart Schouman (1710-1792) en plafondschilderingen uit circa 1610.

## Fotogalerij

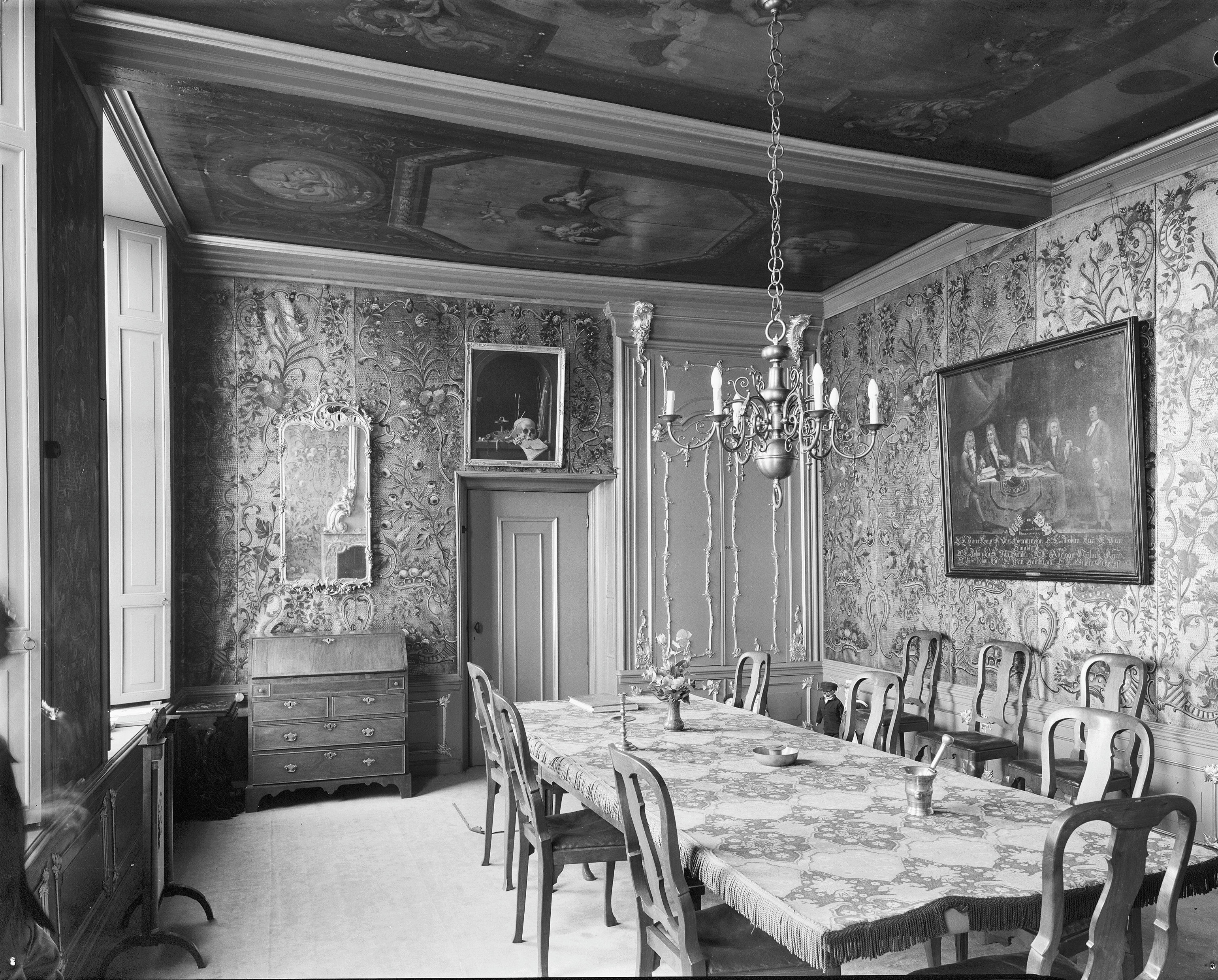
Regentenkamer
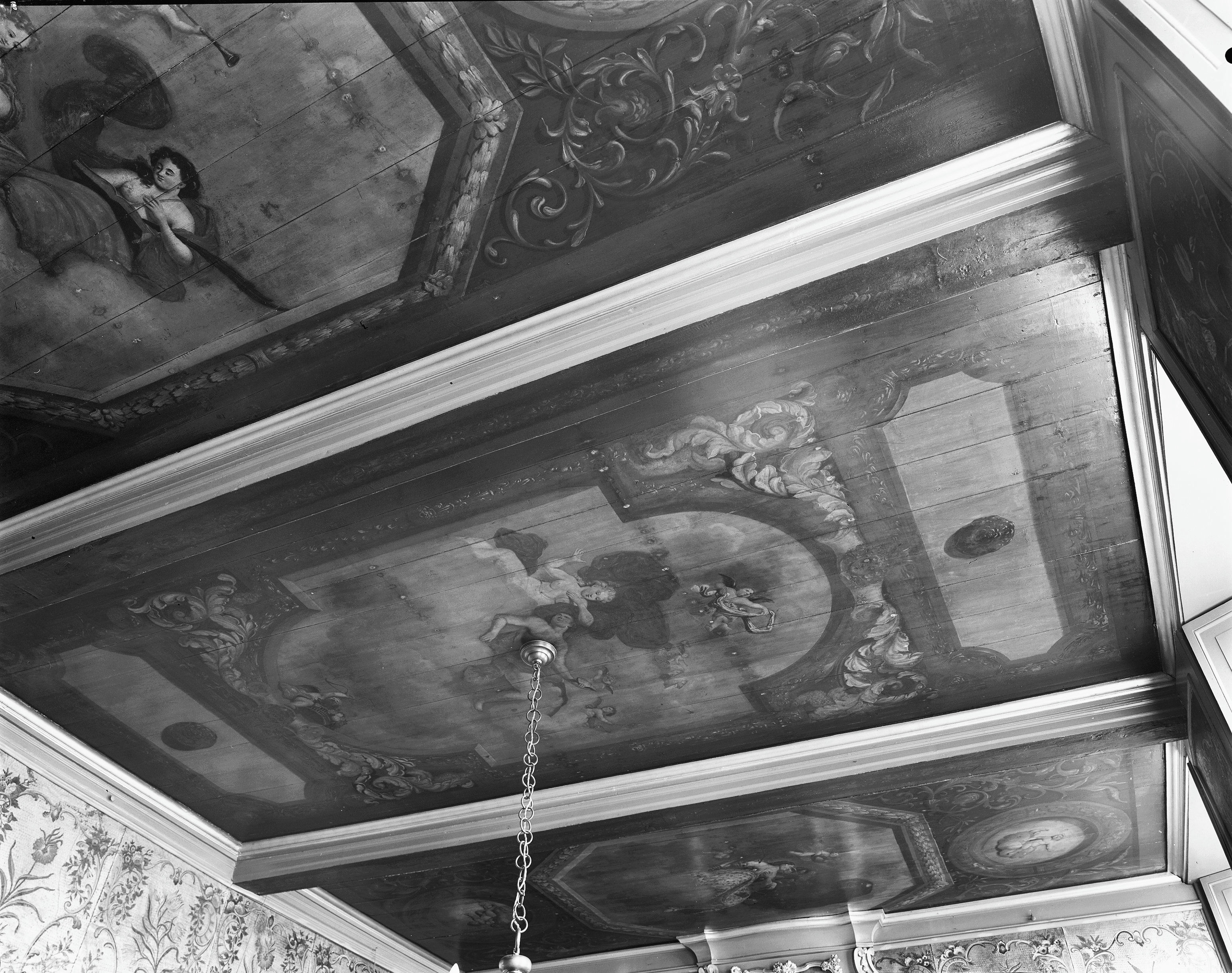
Regentenkamer plafondschilderingen
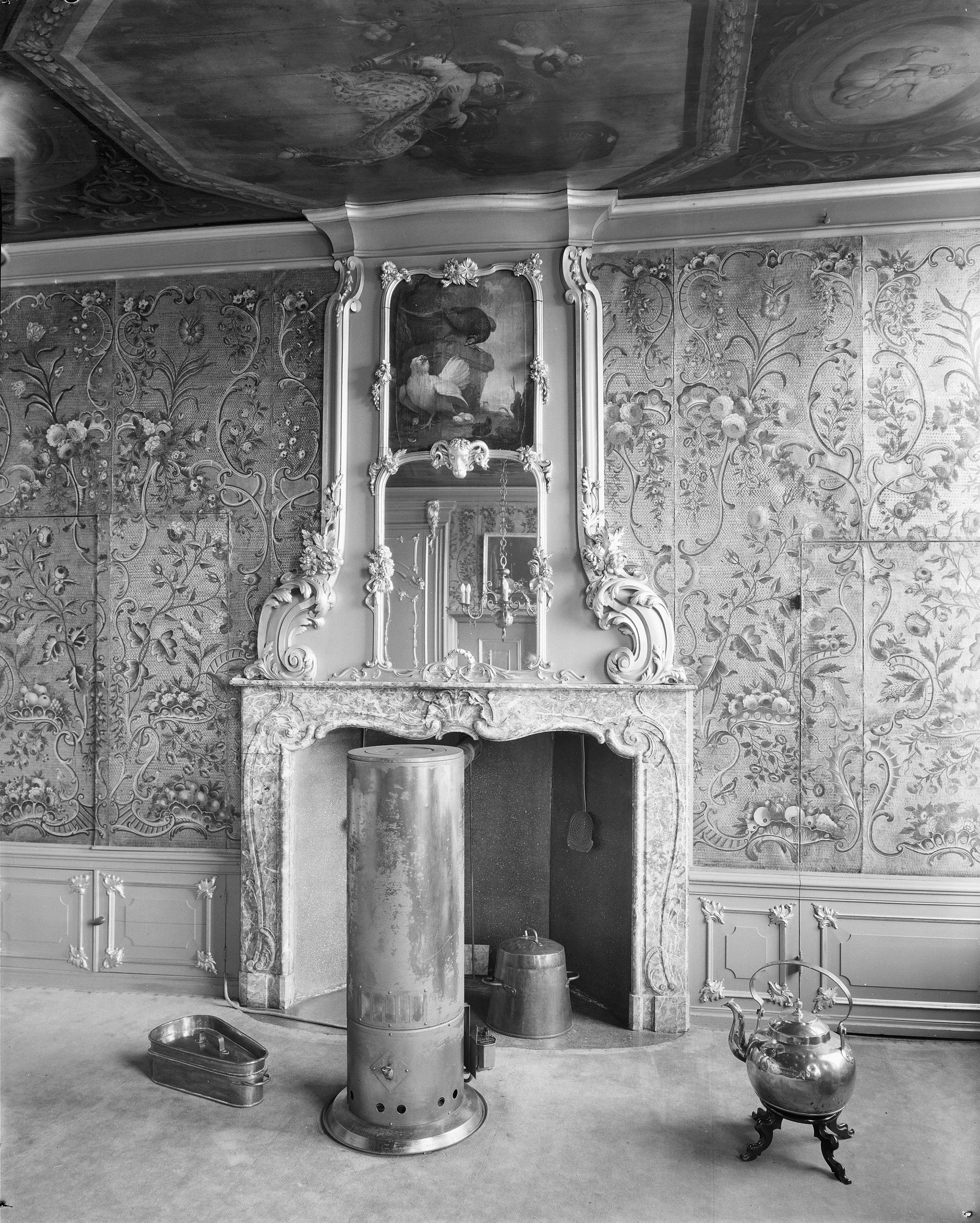
Regentenkamer met schoorsteen met schouwstuk